# 헝가리 녹색당
LMP - 헝가리 녹색당(헝가리어: LMP – Magyarország Zöld Pártja)는 헝가리의 녹색 정치 정당이다.

## 같이 보기
- 헝가리의 정당